# Ringkoppler

Aufbau eines Ringkopplers

Als Ringkoppler, auch Rat-Race-Koppler oder 180°-Hybrid, bezeichnet man ein elektrisches Bauteil der Hochfrequenztechnik, bei dem durch Interferenz die Summe bzw. Differenz zweier Signale gebildet werden kann.
Ringkoppler sind Richtkoppler, die sich durch gute Kenndaten sowie Einfachheit auszeichnen. Ihre Funktion beruht auf λ/4-Leitungstransformation und einer λ/2-Verzögerungsleitung. Anwendung finden Richtkoppler häufig als Leistungsteiler oder in Mischerschaltungen.
Streumatrix eines Richtkopplers:
{\displaystyle S={\frac {\mathrm {-j} }{\sqrt {2}}}{\begin{pmatrix}0&1&0&-1\\1&0&1&0\\0&1&0&1\\-1&0&1&0\end{pmatrix}}}

Trennung in Gleich- und Gegentaktanteil

Nachteil des Ringkopplers, wie aller Koppler, die auf Lambda-Viertel-Leitungstransformationen beruhen, ist seine nur schmale nutzbare Bandbreite, die weniger als eine Oktave beträgt.